# Pénélope (conte musical)
Pour les articles homonymes, voir Pénélope (homonymie).
Pénélope, le conte musical, est une comédie musicale filmée, écrite et composée par Dany Saval et Serge Prisset et produite par Jacques Revaux en 1978. Il s'agit d'une adaptation de l'Odyssée d'Homère, transposée dans un futur de science-fiction. La réalisation et la production du conte ont nécessité trois années de travail.
La réalisation du show diffusé le 31 décembre 1978 a été assurée par Rémy Grumbach pour FR3 Régions. Outre le film de 63 minutes, le conte est sorti en double album vinyle 33 tours et cassette chez Trema/RCA en 1979, précédé par un double disque 45 tours promotionnel et suivi d'un 45 tours deux titres.

## Argument
Dans un décor de science fiction, avec des costumes et des effets spéciaux, les auteurs ont voulu réinterpréter les aventures d'Ulysse, ; les dieux se mêlent à la science moderne et l'astronautique pour escorter le héros en balisant son voyage épique. Mais l'histoire se focalise en particulier sur les 20 ans de pénible attente de Pénélope, la patiente épouse parée de toutes les vertus. Le récit est conté par un narrateur qui intervient entre les passages de dialogues ou de chants.
"Il sera une fois, au-delà des étoiles derrière la galaxie d'Andromède, une étoile de cristal portant le nom d' Ithaque...
Sur cet astre aux mille lumières, vivront heureux, le Roi Ulysse et sa douce Pénélope.
De leur union naîtra un fils qu'ils appelleront Télémaque...
Pourtant Ulysse rêvera d'aventures et de lointains voyages à travers l'immensité de la voie lactée, et malgré l'amour de Pénélope, il décidera un jour de partir ..."

## Distribution
- Athéna : Edith Becker
- Conteuse : Dany Saval
- Penelope : Anne-Marie Gancel
- Ulysse : Saïd Amadis
- Zeus : Remy Robin
- Télémaque : Jean-Claude Lombard
- Euryclée : Christine Gennarro
- Eumée : Alain Brice
- Les prétendants : Robert Aburbe / Nicolaï Arutene/ Sylvain Caruso / Pierre Ferrari / Renaud Fleury / Jean-Jacques Kira / Henri Reynaud / Vladimir
- Les servantes : Francine Allona / Joelle Foucault / Elisabeth Ely
- Le narrateur : Denis Savignat

Dany Saval, lors d'une interview donnée en 1978, explique qu'il a fallu auditionner plusieurs centaines de comédiens amateurs afin de trouver les acteurs correspondant aux attentes de l'équipe de production.

## Double album 33 tour et cassette

### Titres
- A1 : Ouverture
- A2 : J'avais 18 Ans
- A3 : Oh Douce Nourrice
- A4 : J'aimerais Vivre
- A5 : Pénélope Épouse-Moi
- A6 : Il Faut Que Cet Ouvrage
- B1 : Je Suis La Déesse Athéna
- B2 : Les Dieux De L'atome
- B3 : Ton Père Est Parti
- B4 : Il Faut Tuer Télémaque
- B5 : Voici Bientôt Deux Ans
- B6 : Le Temps S'arrête
- C1 : Ouverture
- C2 : Lady Pénélope
- C3 : Je Ne Suis Qu'un Pauvre Mendiant
- C4 : Par Les Dieux De L'atome
- C5 : Noble Dame, Gente Dame
- C6 : Écoutez Bien Fougueux Prétendants
- D1 : Ouverture
- D2 : Concours Des Prétendants
- D3 : L'Odyssée
- D4 : Final

### Direction musicale
- Musique de Serge Prisset
- Producteur : Jacques Revaux
- Arrangements et orchestrations : Raymond Donnez, Roger Loubet
- Chef d'orchestre : Roger Berthier
- Narrateur : Denis Savignat
- Paroles de : Dany Saval, Serge Prisset
- Chorégraphe : Amadeo

### Orchestre
- Orchestre symphonique : The New London Orchestra
- Chef de l'orchestre symphonique : Marcus Dods
- Leader Orchestre Symphonique : Patrick Halling

### Chœur
- Chœur – The Ambrosian Singers
- Chef de chœur : Dennis Darlow
- Leader (chœur) – John Mac Carthy

### Prise de son
- Enregistrements et mixage : D. Vallancien
- Ingénieur du son (Studios 92) : D. Vallancien, R. Guillotel
- Ingénieurs du son assistant (Studios 92)  D. Gauthier, P. Poulaille
- Ingénieur du son (The Music Center, Wembley) : John Richards
- Ingénieur du son (Studios Trident) : Steve W. Taylor

## Le 45 tours: (2 titres) Penelope - Extraits du conte musical
Face A : Lady Pénélope
Face B : Les Dieux de l'atome

### Crédits
Musique de Serge Prisset
Voix d'Athéna : Edith Becker
Voix de la conteuse : Dany Saval
Voix de Penelope : Anne-Marie Gancel
Voix d'Ulysse : Saïd Amadis
Voix de Zeus : Remy Robin
Label : Trema (410 107)
Format : Vinyl, 7", 45 RPM
Pays : France
Sortie : 1979

## Le double 45 tours «promo» (4 titres) Pénélope - Extraits

### Titres
À J'aimerais Vivre (Pénélope) 3:51
B Les Dieux De L'Atome (Athéna, les Déesses et les Dieux) 2:46
C Lady Pénélope (Ulysse, Athéna) 4:02
D Concours des Prétendants (Orchestral) 3:39

### Crédits
Arrangements : Raymond Donnez (pistes B, D), Roger Loubet (pistes A, C)
Paroles : Dany Saval, Serge Prisset
Musique : Serge Prisset
Orchestrations et direction : Raymond Donnez, Roger Loubet
Producteur : Jacques Revaux
Producteurs exécutifs : D. Vallancien, J. Revaux, S. Prisset
Enregistrements effectués à Londres et à Paris.
Voix d'Athéna : Edith Becker
Voix de la conteuse : Dany Saval
Voix de Penelope : Anne-Marie Gancel
Voix d'Ulysse : Saïd Amadis
Voix de Zeus : Remy Robin
Label: Tréma – 98.781 et  98.782
Format : double Vinyl, 7", Promo
Pays de distribution : France
Sortie :1978